# Boston Bruins
I Boston Bruins sono una squadra di hockey su ghiaccio della NHL con sede a Boston, Massachusetts. Sono collocati nella Atlantic Division, sottodivisione della Eastern Conference della National Hockey League (NHL). Questa squadra esiste sin dal 1924, ed è la prima squadra di hockey statunitense. Sono tra gli Original Six, con i Toronto Maple Leafs, Detroit Red Wings, New York Rangers, Montreal Canadiens, e i Chicago Blackhawks. La loro arena casalinga è il TD Garden, capienza 17.565 posti, dove giocano dal 1995, dopo aver lasciato il Boston Garden dove giocavano dal 1928.

## Storia
Nella stagione 2000-2001, nonostante 15 punti in più conquistati rispetto all'annata precedente, i Bruins non arrivano a conquistare i playoff.
Nel 2001-2002, con un altro miglioramento di 13 punti, Boston vince la Northeast Division, per la prima volta dal 1993, con un team costruito intorno a Joe Thornton, Sergei Samsonov, Brian Rolston, Bill Guerin, e il nuovo acquisto Glen Murray, ma il successo della Regular Season è inutile in quanto i Bruins escono al primo round dei playoff, perdendo in 6 partite contro la testa di serie nº 8, i Montreal Canadiens.
La stagione 2002–2003 produce un settimo posto nella Eastern Conference, ma come il precedente anno vengono eliminati nei playoff, questa volta dai futuri campioni, i New Jersey Devils.
Nel 2003-2004 arriva il secondo titolo di Division in tre anni, e dopo essere andati sul 3-1, nella serie con i Canadiens, sembra l'anno giusto per arrivare alla semifinale di Conference, ma tre sconfitte consecutive, regalano il passaggio del turno ai Montreal Canadiens e la terza eliminazione consecutiva ai playoff.
Nel 2004-2005 a causa del lockout, la stagione non si concluse.
Nel 2005-2006, grazie all'implemento del Salary Cap, i Bruins iniziano a ingaggiare giovani talenti come Aleksej Žamnov e Brian Leetch. Al termine di novembre Boston vendette Joe Thornton, capitano, leader del team e vincitore dell'Art Ross Trophy agli San Jose Sharks. In cambio arrivarono ai Bruins, Marco Sturm, Brad Stuart e Wayne Primeau.
Dopo aver perso 10 delle ultime 11 gare dopo questo scambio, i Bruins tornano alla vittoria con un 3-0 sugli Ottawa Senators, che erano in testa alla lega in quel momento, inoltre Hannu Toivonen, il portiere al primo anno in NHL, conquistò il suo primo shutout (rete inviolata). 
Anche se proprio quando Toivonen si infortunò, con il portiere di riserva Tim Thomas i Bruins iniziarono una serie di 16 vittorie consecutive riportando Boston nelle posizioni utili per i playoff.
A due soli punti dall'ottavo posto, ultimo valido per i playoff, dopo la pausa per i Giochi olimpici invernali, i Bruins licenziarono il General Manager Mike O'Connel, e per la prima volta negli ultimi 5 anni, finendo tredicesimi nella Eastern Conference, non si qualificano per i playoff.
Alla NHL Draft Lottery del 2006, grazie alla quinta scelta assoluta, acquistarono Phil Kessel. Peter Chiarelli venne assunto come nuovo GM, e Dave Lewis venne nominato nuovo coach. Venne inoltre acquisito Zdeno Chára, uno dei migliori giocatori della lega, dai Senators. Un altro acquisto è Marc Savard, che segnerà nella stagione successiva 97 punti.
Pur rinforzando la squadra, nella stagione 2006-07, i Bruins finirono ultimi nella loro divisione, e la squadra comprò Andrew Ference e Chuck Kobasew da Calgary.

### La Ricostruzione
Nel 2007-2008, finalmente i Bruins con un record finale di 41-29-12 (94 punti), riconquistarono i playoff, venendo però eliminati, anche se con molte assenze per infortunio nel loro attacco, in sette gare dai Canadiens, meglio piazzati durante la Regular Season.

### 2010-: La Sesta Stanley Cup
Nella stagione 2010-2011 i Bruins raggiungono il terzo posto della East Division con 106 punti, a pari merito con i Philadelphia Flyers e i Pittsburgh Penguins, con 43 vittorie(più 3 ai tempi supplementari) e 25 sconfitte(più 11 ai supplementari) e la miglior differenza reti della propria Conference (246-195).
Nel primo turno della post-season incontrano i Montreal Canadiens arrivati 6 nella stagione regolare e pur avendo il vantaggio del campo si ritrovano sotto di 2 a 0 nella serie;ma vincendo le successive 3 gare(di cui due ai supplementari) si riportano avanti nella serie.
Tornati in Canada per il primo set point vengono sconfitti di misura e così sono costretti a giocare gara 7(sarà solo la prima delle 3 gara 7 della post season)in cui riescono ad imporsi al TD Garden ancora una volta nell' Extra Time.
Nella semifinale di Conference incontrano i Philadelphia Flyers(secondi in Regular Season), veri favoriti nella corsa al titolo di Conference.
Ma a sorpresa i Bruins si impongono 4 a 0 nella serie riuscendo a guadagnarsi la finale contro i Tampa Bay Lightning (quinti in stagione regolare) con il fattore campo.
Anche qui si arriva in gara-7 dove Boston si impone 1 a 0 grazie al gol di Nathan Horton a 8 minuti dalla fine.
Arriva così la tanto attesa finale di Stanley Cup, in cui i Bruins dovranno vedersela con i dominatori della stagione regolare ad Ovest, i canadesi Vancouver Canucks, alla seconda finale dopo quella del 1994.
Vancouver che arriva alla finale dopo i 117 punti in stagione regolare e una post season in cui conferma di avere tutti i favori del pronostico(battono 4-3 i detentori del titolo Chicago Blackhawks dopo esser stati in vantaggio nella serie per 3 a 0) e con il vantaggio del campo.
Le prime due partite vedono imporsi i canadesi 1-0 e 3-2(dopo i tempi supplementari con la realizzazione decisiva dopo 11 secondi).Gara 3 a Boston diventa quindi decisiva e i Bruins non deludono e sospinti dal pubblico di casa annientano Luongo e compagni con un secco 8-1 cui segue due giorni dopo il 4-0 del pareggio.
Dopo Gara 5, che vede prevalere ancora di un gol i Canucks, la serie torna per l'ultima volta in Massachusetts e i Bruins portano la serie a gara 7 grazie ad un 5-2 in cui grande protagonista è il numero 30 e portiere Tim Thomas (sarà l'MVP della serie finale).
Con 3 vittorie a testa(ottenute sempre da chi ha giocato in casa) l'ultima partita torna in Columbia Britannica, alla Rogers Arena, dove i Bruins riescono a vincere la prima gara fuori casa delle finali con un secco 4-0 grazie alle doppiette di Brad Marchand e Patrice Bergeron e al solito Thomas.
Boston torna così in vetta al mondo per la sesta volta, dopo un'astinenza lunga 39 anni.

## Record stagione per stagione
La seguente è una lista parziale delle ultime cinque stagioni completate dai Bruins. Per la cronologia completa stagione per stagione vedi l'elenco delle stagioni dei Boston Bruins
 Note: PG = partite giocate, V = vittorie, S = sconfitte, P = pareggi, OTL = sconfitte overtime, Pts = punti, GF = gol fatti, GS = gol subiti, PIM = penalità in minuti
| Season   | PG                                                  | V                                                   | S                                                   | P                                                   | OTL                                                 | Pts                                                 | GF                                                  | GS                                                  | PIM                                                 | Posizione finale                                    | Playoff                                                             |
| 2003-04  | 82                                                  | 41                                                  | 19                                                  | 15                                                  | 7                                                   | 104                                                 | 209                                                 | 188                                                 | 1208                                                | 1ª Northeast Division                               | Sconfitti nei quarti di finale Conference, 3–4 contro i (Canadiens) |
| 2004-05  | Stagione cancellata a causa del NHL 2004-05 lockout | Stagione cancellata a causa del NHL 2004-05 lockout | Stagione cancellata a causa del NHL 2004-05 lockout | Stagione cancellata a causa del NHL 2004-05 lockout | Stagione cancellata a causa del NHL 2004-05 lockout | Stagione cancellata a causa del NHL 2004-05 lockout | Stagione cancellata a causa del NHL 2004-05 lockout | Stagione cancellata a causa del NHL 2004-05 lockout | Stagione cancellata a causa del NHL 2004-05 lockout | Stagione cancellata a causa del NHL 2004-05 lockout | Stagione cancellata a causa del NHL 2004-05 lockout                 |
| 2005-061 | 82                                                  | 29                                                  | 37                                                  | —                                                   | 16                                                  | 74                                                  | 230                                                 | 266                                                 | 1162                                                | 5ª Northeast Division                               | Non qualificata                                                     |
| 2006-07  | 82                                                  | 35                                                  | 41                                                  | —                                                   | 6                                                   | 76                                                  | 219                                                 | 289                                                 | 1256                                                | 5ª Northeast Division                               | Non qualificata                                                     |
| 2007-08  | 82                                                  | 41                                                  | 29                                                  | —                                                   | 12                                                  | 94                                                  | 212                                                 | 222                                                 | 1069                                                | 3ª Northeast Division                               | Sconfitti nei quarti di finale Conference, 3–4 contro i (Canadiens) |

1 Nella stagione 2005-2006 tutte le partite dovevano avere una squadra vincente; la colonna OTL include anche le SOL (sconfitte shoot-out).

## Palmarès

### National Hockey League
Stanley Cup: 6
1928-29, 1938-39, 1940-41, 1969-70, 1971-72, 2010-11
- Prince of Wales Trophy (Conference): 17

1927–28, 1928–29, 1929–30, 1930–31, 1932–33, 1934–35, 1937–38, 1938–39, 1939–40, 1940–41, 1970–71, 1971–72, 1973–74, 1987-88, 1989-90, 2010-11, 2012-13, 2018-19
- Presidents' Trophy (Regular Season): 3

1988-89, 2013-14, 2019-2020
- Titoli di Division: 25

1927-28, 1928-29, 1929-30, 1930-31, 1932-33, 1934-35, 1937-38, 1970-71, 1971-72, 1973-74, 1975-76, 1976-77, 1977-78, 1978-79, 1982-83, 1983-84, 1989-90, 1990-91, 1992-93, 2001-02, 2003-04, 2008-09, 2010-11, 2011-12, 2013-14

## Persone Chiave

### Presidenti
- Charles F. Adams, 1º novembre 1924 – 1936
- Weston W. Adams, Sr., 1936–1951
- Walter A. Brown, 1951 – Settembre 1964
- Weston W. Adams, Sr., settembre 1964 – 30 marzo 1969
- Weston W. Adams, Jr., 31 marzo 1969 – 30 settembre 1975
- Paul A. Mooney, 1º ottobre 1975 – 24 marzo 1987
- William D. Hassett, Jr., 24 marzo 1987 – 1º dicembre 1988
- Harry Sinden, 1º dicembre 1988 – 9 agosto 2006
- Cam Neely, 16 giugno 2010 – present

### Capitani
- Sprague Cleghorn, 1925–28
- Lionel Hitchman, 1927–31
- George Owen, 1931–32
- Dit Clapper, 1932–38
- Cooney Weiland, 1938–39
- Dit Clapper, 1939–47
- John Crawford, 1947–50
- Milt Schmidt, 1950–55
- Ed Sandford, 1955
- Fernie Flaman, 1955–61
- Don McKenney, 1961–63
- Leo Boivin, 1963–66
- John Bucyk, 1966–67

- nessun capitano, 1967–73
- John Bucyk, 1973–77
- Wayne Cashman, 1977–83
- Terry O'Reilly, 1983–85
- Ray Bourque e Rick Middleton, 1985–88 
(co-capitano)
- Ray Bourque, 1988–2000
- Jason Allison, 2000–01
- nessun capitano, 2001–02
- Joe Thornton, 2002–05
- nessun capitano, 2005–06
- Zdeno Chára, 2006–2020
- Patrice Bergeron, 2020-2023
- Brad Marchand, 2023-oggi

### Hall of Fame
Questi sono i giocatori dei Bruins che sono stati inseriti nella Hockey Hall of Fame della NHL
- Marty Barry, C, 1929–35, nel 1965
- Bobby Bauer, RW, 1935–52, nel 1996
- Leo Boivin, D, 1954–66, nel 1986
- Raymond Bourque, D, 1979–00, nel 2004
- Frank Brimsek, G, 1938–49, nel 1966
- Johnny Bucyk, LW, 1957–78, nel 1981
- Billy Burch, LW, 1932–33, nel 1974
- Gerry Cheevers, G, 1965–80, nel 1985
- Dit Clapper, D, 1927–47, nel 1947
- Sprague Cleghorn, D, 1925–28, nel 1948
- Paul Coffey, D, 2000–01, nel 2004
- Roy Conacher, LW, 1938–45, nel 1998
- Bun Cook, LW, 1936–37, nel 1995
- Bill Cowley, C, 1935–47, nel 1968
- Cy Denneny, LW, 1928–29, nel 1959
- Woody Dumart, LW, 1935–54, nel 1992
- Phil Esposito, C, 1967–76, nel 1984
- Fernie Flaman, D, 1944–50 e 1954–61, nel 1990
- Frank Fredrickson, C, 1926–28, nel 1958
- Busher Jackson, LW-D, 1941–44, nel 1971
- Tom Johnson, D, 1963–65, nel 1970
- Duke Keats, C, 1926, nel 1958
- Guy Lapointe, D, 1983–84, nel 1993

- Harry Lumley, G, 1957–60, nel 1980
- Mickey Mackay, C, 1928–1930, nel 1952
- Sylvio Mantha, D, 1937, nel 1960
- Joe Mullen, RW, 1995–96, nel 2000
- Cam Neely, RW, 1986–96, nel 2005
- Harry Oliver, C, 1926–34, nel 1967
- Bobby Orr, D, 1966–76, nel 1979
- Brad Park, D, 1975–83, nel 1988
- Bernie Parent, G, 1965–67, nel 1984
- Jacques Plante, G, 1973, nel 1978
- Babe Pratt, D, 1946–47, nel 1966
- Bill Quackenbush, D, 1949–56, nel 1976
- Jean Ratelle, C, 1975–81, nel 1985
- Terry Sawchuk, G, 1955–57, nel 1971
- Milt Schmidt, C, 1936–55, nel 1961
- Eddie Shore, D, 1926–40, nel 1947
- Babe Siebert, D, 1933–36, nel 1964
- Hooley Smith, C, 1936–37, nel 1972
- Allan Stanley, D, 1956–58, nel 1981
- Nels Stewart, RW-D, 1933–37, nel 1962
- Tiny Thompson, G, 1928–39, nel 1959
- Cooney Weiland, C, 1928–32 e 1935–39, nel 1971

### Prima scelta ai Draft
- 1963: Orest Romashyna (terza assoluta)
- 1964: Alex Campbell (seconda assoluta)
- 1965: Joe Bailey (quarta assoluta)
- 1966: Barry Gibbs (prima assoluta)
- 1967: Meehan Bonnar (decima assoluta)
- 1968: Danny Schock (dodicesima assoluta)
- 1969: Don Tannahill (terza assoluta), Frank Spring (quarta assoluta), e Ivan Boldirev (undicesima assoluta)
- 1970: Reggie Leach (terza assoluta), Rick MacLeish (quarta assoluta), Ron Plumb (nona assoluta), e Bob Stewart (tredicesima assoluta)
- 1971: Ron Jones (sesta assoluta) e Terry O'Reilly (quattordicesima assoluta)
- 1972: Mike Bloom (sedicesima assoluta)
- 1973: Andre Savard (sesta assoluta)
- 1974: Don Larway (diciottesima assoluta)
- 1975: Doug Halward (quattordicesima assoluta)
- 1976: Clayton Pachal (sedicesima assoluta)
- 1977: Dwight Foster (sedicesima assoluta)
- 1978: Al Secord (sedicesima assoluta)
- 1979: Ray Bourque (ottava assoluta) e Brad McCrimmon (quindicesima assoluta)
- 1980: Barry Pederson (diciottesima assoluta)
- 1981: Normand Leveille (quattordicesima assoluta)
- 1982: Gord Kluzak (prima assoluta)
- 1983: Nevin Markwart (ventunesima assoluta)

- 1984: Dave Pasin (diciannovesima assoluta)
- 1985: nessuna
- 1986: Craig Janney (tredicesima assoluta)
- 1987: Glen Wesley (terza assoluta) e Stephane Quintal (quattordicesima assoluta)
- 1988: Robert Cimetta (diciottesima assoluta)
- 1989: Shayne Stevenson (diciassettesima assoluta)
- 1990: Bryan Smolinski (ventunesima assoluta)
- 1991: Glen Murray (diciottesima assoluta)
- 1992: Dmitri Kvartalnov (sedicesima assoluta)
- 1993: Kevyn Adams (venticinquesima assoluta)
- 1994: Evgeni Ryabchikov (ventunesima assoluta)
- 1995: Kyle McLaren (nona assoluta) e Sean Brown (ventunesima assoluta)
- 1996: Johnathan Aitken (ottava assoluta)
- 1997: Joe Thornton (prima assoluta) e Sergei Samsonov (ottava assoluta)
- 1998: nessuna
- 1999: Nick Boynton (ventunesima assoluta)
- 2000: Lars Jonsson (settima assoluta) e Martin Samuelsson (ventisettesima assoluta)
- 2001: Shaone Morrisonn (diciannovesima assoluta)
- 2002: Hannu Toivonen (ventinovesima assoluta)
- 2003: Mark Stuart (ventunesima assoluta)
- 2004: nessuna
- 2005: Matt Lashoff (ventiduesima assoluta)
- 2006: Phil Kessel (quinta assoluta)
- 2007: Zach Hamill (ottava assoluta)
- 2008: Joe Colborne (sedicesima assoluta)
- 2009: Jordan Caron (venticinquesima assoluta)
- 2010: Tyler Seguin (seconda assoluta)
- 2011: Dougie Hamilton (nona assoluta)
- 2012: Malcolm Subban (ventiquattresima assoluta)
- 2013: Linus Arnesson (sessantesima assoluta)

### Record individuali
Questi sono i migliori dieci giocatori andati a punti nella storia dei Bruins:
Note: Pos = posizione; PG = partite giocate; G = gol; A = assist; Pts = punti; P/p = punti per partita; C = centro, AD = ala destra; AS = ala sinistra; D = difensore;
| Nome           | Pos | PG   | G   | A    | Pts  | P/p  |
| Ray Bourque    | D   | 1518 | 395 | 1111 | 1506 | .99  |
| Johnny Bucyk   | AS  | 1436 | 545 | 794  | 1339 | .93  |
| Phil Esposito  | C   | 625  | 459 | 553  | 1012 | 1.63 |
| Rick Middleton | AD  | 881  | 402 | 496  | 898  | 1.02 |
| Bobby Orr      | D   | 631  | 264 | 624  | 888  | 1.41 |
| Wayne Cashman  | AS  | 1027 | 277 | 516  | 793  | .77  |
| Ken Hodge      | AD  | 652  | 289 | 385  | 674  | 1.03 |
| Terry O'Reilly | AD  | 891  | 204 | 402  | 606  | .68  |
| Cam Neely      | AD  | 525  | 344 | 246  | 590  | 1.12 |
| Peter McNab    | C   | 595  | 263 | 324  | 587  | .99  |

## Numeri Ritirati
- 2 Eddie Shore, D, 1926–40, ritirato il 1º gennaio 1947
- 3 Lionel Hitchman, D, 1925–34, ritirato il 22 febbraio 1934, è stato il primo giocatore di tutta la lega ad avere il proprio numero ritirato.
- 4 Bobby Orr, D, 1966–76, ritirato il 9 gennaio 1979
- 5 Aubrey "Dit" Clapper, D, 1927–47, ritirato il 12 febbraio 1947
- 7 Phil Esposito, C, 1967–75, ritirato il 3 dicembre 1987
- 8 Cam Neely, RW, 1986–96, ritirato il 12 gennaio 2004
- 9 Johnny Bucyk, LW, 1955–78, ritirato il 13 marzo 1980
- 15 Milt Schmidt, LW, 1936–55, ritirato il 13 marzo 1980
- 24 Terry O'Reilly, RW, 1972–85, ritirato il 24 ottobre 2002
- 77 Ray Bourque, D, 1979–2000, ritirato il 4 ottobre, 2001
- 99 Wayne Gretzky, numero ritirato per tutte le squadre della lega 6 febbraio 2000

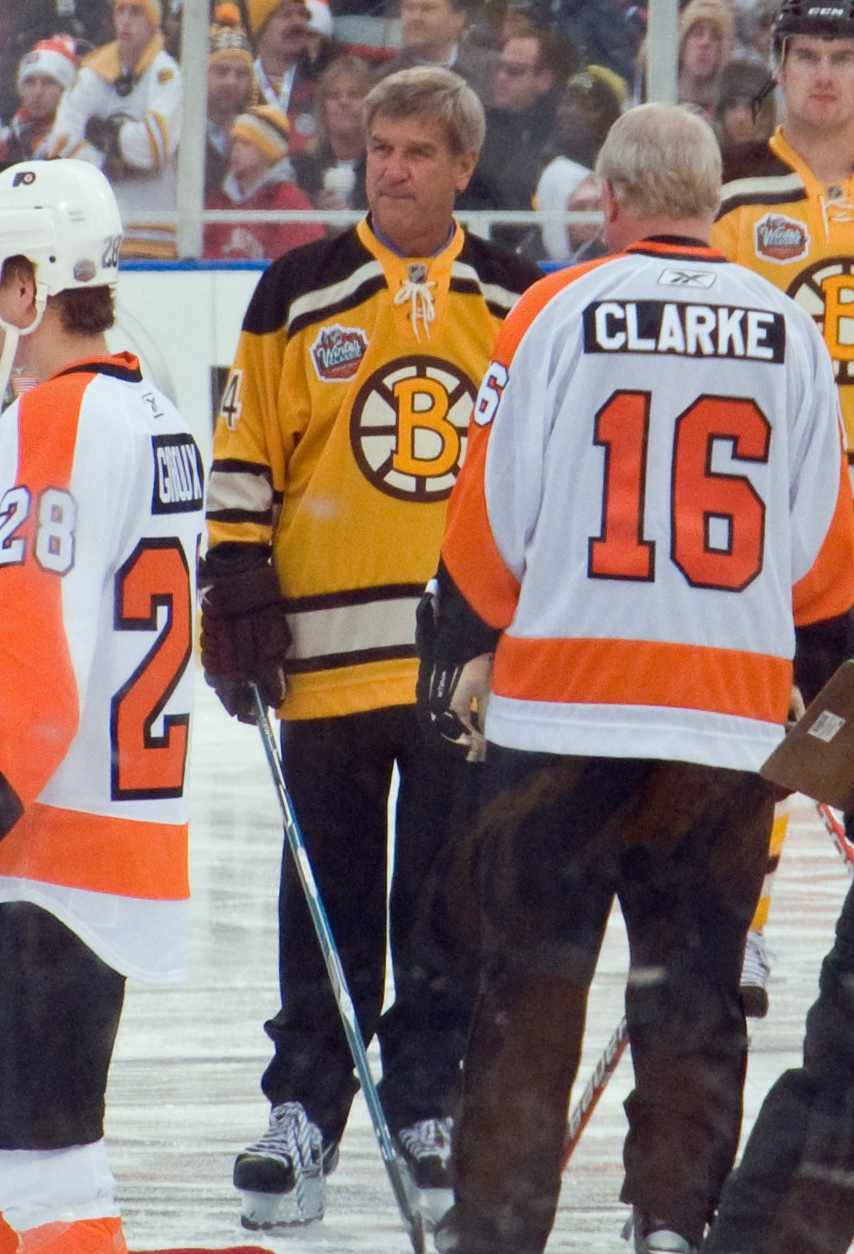
Bobby Orr, trascinatore dei Bruins negli anni '60 e '70

## Situazione Economica
La società Boston Professional Hockey Association, Inc., fondata nel 1975 e proprietaria dei Bruins, ha sviluppato nel 2010, utili stimati tra 20 e 50 milioni di dollari.
Nel 2006, il magazine Forbes ha stimato in 225 milioni di USD il valore della squadra, che la rendono la sesta squadra più di valore nella NHL. Il suo valore è aumentato a 263 milioni di USD nel 2008, a 271 milioni di USD nel 2009 e a 302 milioni di USD nel 2010. Sono una delle poche squadre il cui valore è aumentato nel 2011.

## Il Nome
Il nome della squadra avrebbe dovuto ispirare velocità, agilità e abilità. Art Ross pensò a "Bruins", un termine arcaico usato per identificare gli orsi bruni (dall'olandese 'bruin' ovvero "di colore marrone") nel folklore locale. Il soprannome deriva anche dai colori originari della divisa dei Boston Bruins che traggono spunto dalla catena di alimentari di Charles Francis Adams (il primo presidente della franchigia), la First National Stores

## Logo

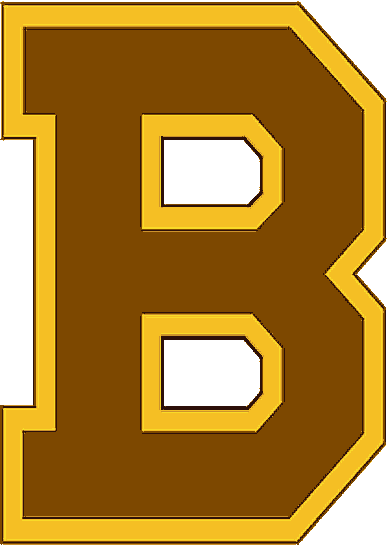
Stagioni 1932-1934
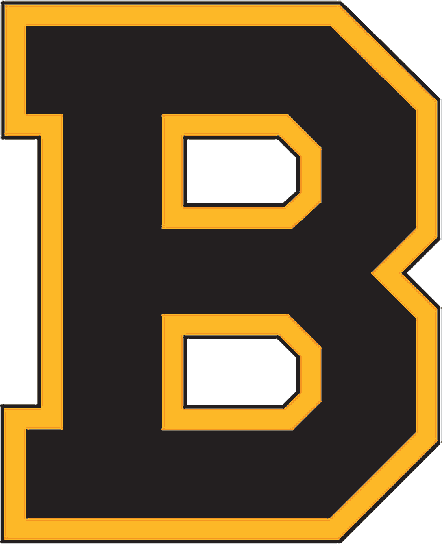
Stagioni 1934-1948

## Mascotte
La mascotte è stata presentata al pubblico per la prima volta nell'ottobre 2000 il suo nome, « Blades the Bruin », è stato scelto attraverso un concorso in cui vi hanno partecipato più di 1000 bambini con circa 600 nomi proposti per la mascotte. Tra 10 nomi finalisti una delegazione della franchigia ha optato per "Blades" (lame in italiano), alludendo alle lame dei pattini da hockey. Altri candidati erano: Bruno, Buster, Stanley Cub, Spokey, Bruiser, Checkers, Power Paws, Buddy et Hub Cub.